# Георгий II (царь Абхазии)
Георгий II (груз. გიორგი II; умер 957 г.) — царь Абхазии, правивший с 923 по 957 год. Он был наследником своего отца, царя Константина III. Несмотря на обладание титулом Мепе (царь) и сохранение независимости, он также признавался византийцами под титулом греч. εξουσιαστής (властелин).

## История

### Наследование и конфликт с Багратом
В 923 году царь Константин III скончался, и Георгий II вступил на трон. Однако его младший сводный брат Баграт также претендовал на корону и организовал переворот при поддержке дворян, включая своего свекра, Гургена II, князя Тао. Конфликт между Георгием и Багратом продолжался почти семь лет, завершившись в 930 году с внезапной смертью Баграта.

Чтобы укрепить свое положение в центральной Грузии, Георгий II назначил своего сына Константина наместником Картли в 923 году. Однако и Константин восстал против отца в 926 году, что привело к осаде города Уплисцихе. Георгий, используя коварство, поймал Константина, ослепил и кастрировал его. Затем он назначил своего другого сына Леона наместником Картли.

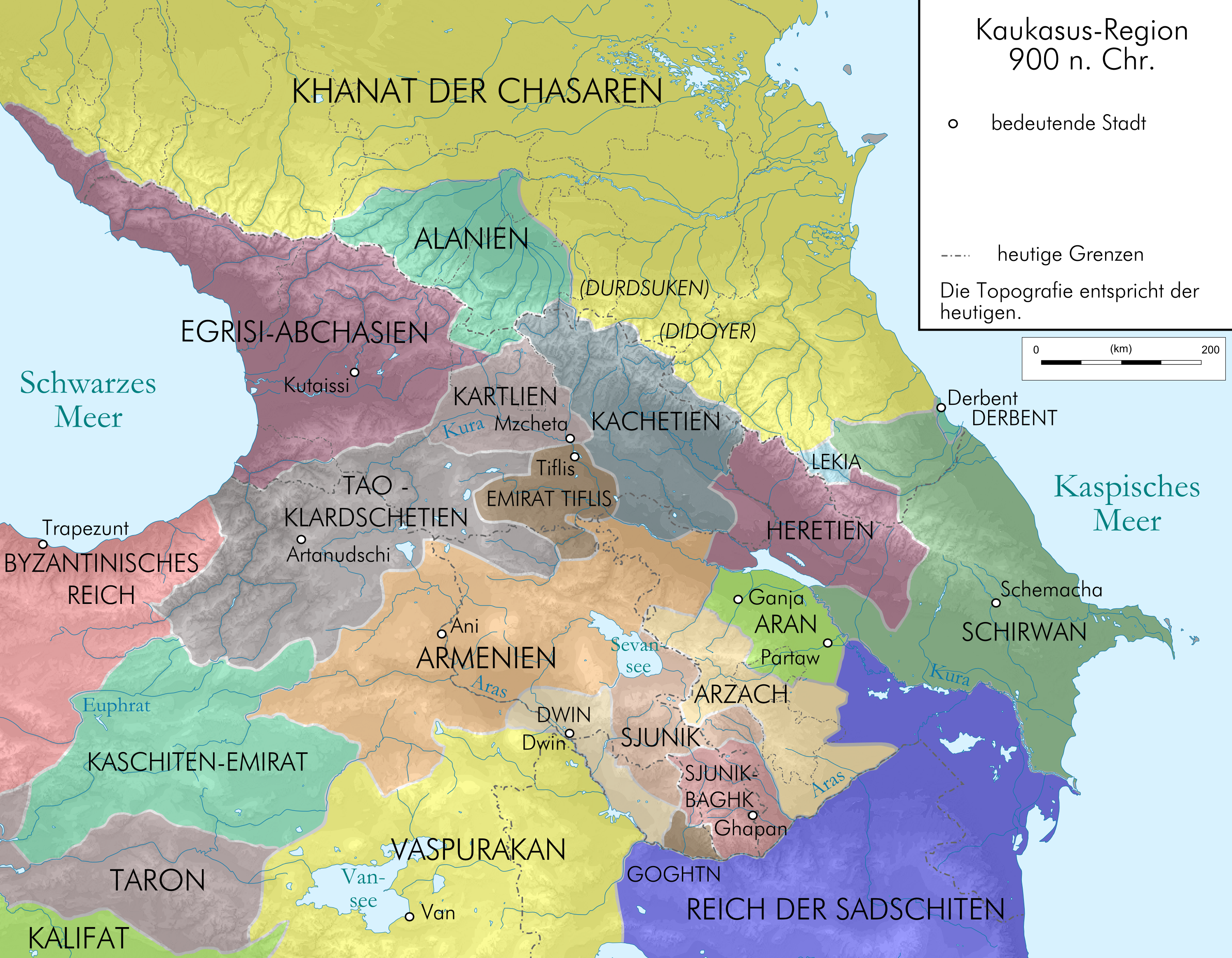
Границы Абхазского царства, до вступления Георгия на престол.

### Экспансия и внешние конфликты
Георгий II, стремясь к объединению Грузии, объединил усилия с грузинскими Багратидами Тао-Кларджети и выдал свою дочь Гурандухту за Гурген Багратиона. Это союз помог Георгию усилить свое влияние в регионе. В 930-х годах он успешно лишил Квирике II, правителя Кахетии, его княжества.

Однако, Квирике вернулся и провоцировал восстание в Картли. Георгий послал большую армию под командованием своего сына Леона, но царь скончался во время экспедиции, и Леону пришлось заключить мир с Квирике, окончательно завершив свою кампанию.

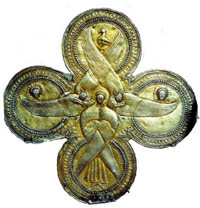
Крест Георгия II

### Религиозные и культурные вклады
Георгий II был известен как активный пропагандист христианства. Он содействовал утверждению христианства в качестве официальной религии в Алании, за что завоевал благосклонность Константинополя. В первой половине X века он основал несколько церквей, включая соборы Хопа, Киачи и Чкондиди, которые стали фундаментом центральной государственной власти.

## Характер и оценка
Георгий II описывается как «добрый царь» и «богобоязненный и набожный царь» в источниках того времени. Он был известен своей верностью Богу, милосердием к бедным, строительством церквей, а также как щедрый и благородный монарх. Письмо византийского патриарха Николая Мистикоса подчеркивает его ум и разумность.

## Семья
Георгий женился на некой Елене:

### Дети
- Константин, наместник Картли (923—926);
- Леон III, наместник Картли (926—957); царь Абхазии (960—969).
- Димитрий III, царь Абхазии (969—976).
- Феодосий III, отправленный в Константинополь для обучения; царь Абхазии (975—978).
- Баграт, которого отправили в Константинополь для обучения;
- Анонимная дочь, замужем за кахетинским принцем Шурта (брат Квирике II);
- Гурандухт, замужем за Гургеном Багратиони;
- Анонимная дочь, замужем за Абасом I.